# البحر الذي في قلبي (مسلسل)
البحر الذي في قلبي (بالتركية:Kalbimdeki Deniz) هو مسلسل درامي تركي لقناة فوكس التركية، من انتاج شركة باستيل فيلم واخراج هاكان إينان ،تأليف ليلى أوسلو أوتر ، بيرات دنيز دميربيلك ، كيرم بوزوك ، فوندا جيتين ، ليمان أكيار إيسن و جان سنان ، بطولة أوزجي أوزبيرك و كوتسي، بث في تركيا وانتهى المسلسل بحلقته الستين التي صدرت في 12 مارس 2018

## القصة
دنيز لديها كل ما يمكن أن تريده المرأة. لكن حياتها السعيدة والمزدهرة تنقلب رأسًا على عقب ذات يوم عندما يختفي زوجها دون أن يترك أثراً. تتقاطع طرق دنيز، التي تُركت عاجزة مع طفليها ووالدها المسن، وميرات، الذي سيجعلها تتذوق الحب الحقيقي ويصبح شريك حياتها، بمفاجأة كبيرة.وكان كذلك

## طاقم التمثيل
مؤمل وليد